# Baddi Doub
Baddi Doub(بدي دوب); (en español: Quiero Derretirme), es el primer álbum de estudio de la estrella Libanesa de música pop Elissa, fue Lanzado el 1 de febrero de 1999. El álbum fue todo un éxito en el mundo árabe logrando vender 250 000 copias. En el tema homónimo al álbum, se encuentra un dueto con el francés Gerard Ferrer.

## Pistas
1. «Baddi Doub»
2. «Da Lolak»
3. «Hilm Al Ahlam»
4. «Waynak Habibi»
5. «Elissa»
6. «Chou Ma Sar»
7. «Za'alan»
8. «Ghali»
9. «Da Lolak» (Oriental Mix)
10. «Hilm Al Ahlam» (French Mix)

## Sencillos
- «Baddi Doub»